# Конвенција о Југославији
Конвенција о Југославији је последњи покушај очувања СФР Југославије, а десио се 3. јануара 1992. године. На иницијативу политичких странака из Босне и Херцеговине, које су предводили Демократска странка федералиста и Српска демократска странка одржана је, у Великој сали Скупштине СФРЈ у Београду, Конвенција о Југославији.
Био је то велики вишестраначки скуп коме су присуствовале делегације политичких партија из Босне и Херцеговине, Србије, Црне Горе, Македоније и Хрватске (Српска демократска странка).
На скупу су били и чланови Предсједништва СФРЈ, Председник СИВ-а, Председник Скупштине СФРЈ и савезни посланици из Србије и Црне Горе.
Скуп је одржан у организацији Координационог тела Конвенције о Југославији на чијем је челу био др Драган Ђокановић из Сарајева, председник Демократске странке Федералиста, који је званично отворио Конвенцију те њоме предсједавао.
Након цјелодневне дискусије усвојен је и потписан документ назван Конвенција о Југославији.
Шест дана након скупа у скупштини Југославије и потписивања Конвенције о Југославији, њени потписници предсједници Демократске странке федералиста и Српске демократске странке БиХ, 09. јануара 1992. године, у сарајевском хотелу "Холидеј ин", организују и потписивање Декларације о проглашењу Републике српског народа БиХ као федералне јединице у федеративној Југославији, коју истог дана усвајају посланици Скупштине српског народа БиХ.
Потписници Конвенције о Југославији састали су се 13. фебруара 1992. године, у Палати Федерације, и позвали заинтересоване југословенске републике и савезне органе на очување континуитета Југославије.
Скупштина српског народа у Босни и Херцеговини, 28. фебруара 1992. године усвојила је Устав Републике српског народа у БиХ (Републике Српске) као федералне јединице у савезној држави Југославији, а у Београду, 27. априла 1992. године, посланици Скупштине СФРЈ из Републике Србије и Републике Црне Горе, проглашавају Устав Савезне Републике Југославије.